# Way Heling
Way Heling is een bestuurslaag in het regentschap Ogan Komering Ulu van de provincie Zuid-Sumatra, Indonesië. Way Heling telt 493 inwoners (volkstelling 2010).